# Kunkeliella psilotoclada
La escobilla (Kunkeliella psilotoclada) fue una especie de arbusto, hoy extinto, endémico de la isla de Tenerife, en las Islas Canarias.

## Descripción
Arbusto de hasta 1 metro de altura, ramificado. Su floración tenía lugar en invierno (diciembre-marzo) y fructificaba en primavera.

## Hábitat
La especie habitaba la parte noroccidental de la isla de Tenerife, en la zona del Macizo de Teno. Su entorno ideal eran riscos abruptos, cálidos y secos. La única población conocida se encontraba en el parque rural de Teno.

## Extinción
Parece que la principal causa de la extinción de esta especie fue la depredación por parte de ganado incontrolado. Fue avistada por última vez en 1983. No obstante, al ser su hábitat abrupto y de difícil acceso, existe la posibilidad de que existan aún ejemplares desconocidos o que sus semillas aún estén presentes en el suelo. Existen semillas almacenadas en el banco de germoplasma del Jardín Botánico Viera y Clavijo, y en algunos pliegos de herbario también existen semillas que se creen viables, así que se ha propuesto intentar la germinación de dichas semillas y en caso de que se tenga éxito reintroducir la especie en su hábitat natural.
En España está considera planta extinguida, por Resolución de 1 de agosto de 2018, de la Secretaría de Estado de Medio Ambiente, por la que se publica el Acuerdo de la Conferencia Sectorial de Medio Ambiente en relación con el Listado de especies extinguidas en todo el medio natural español. BOE Nº 195, lunes 13 de agosto de 2018.